# Kirche von Eksjö

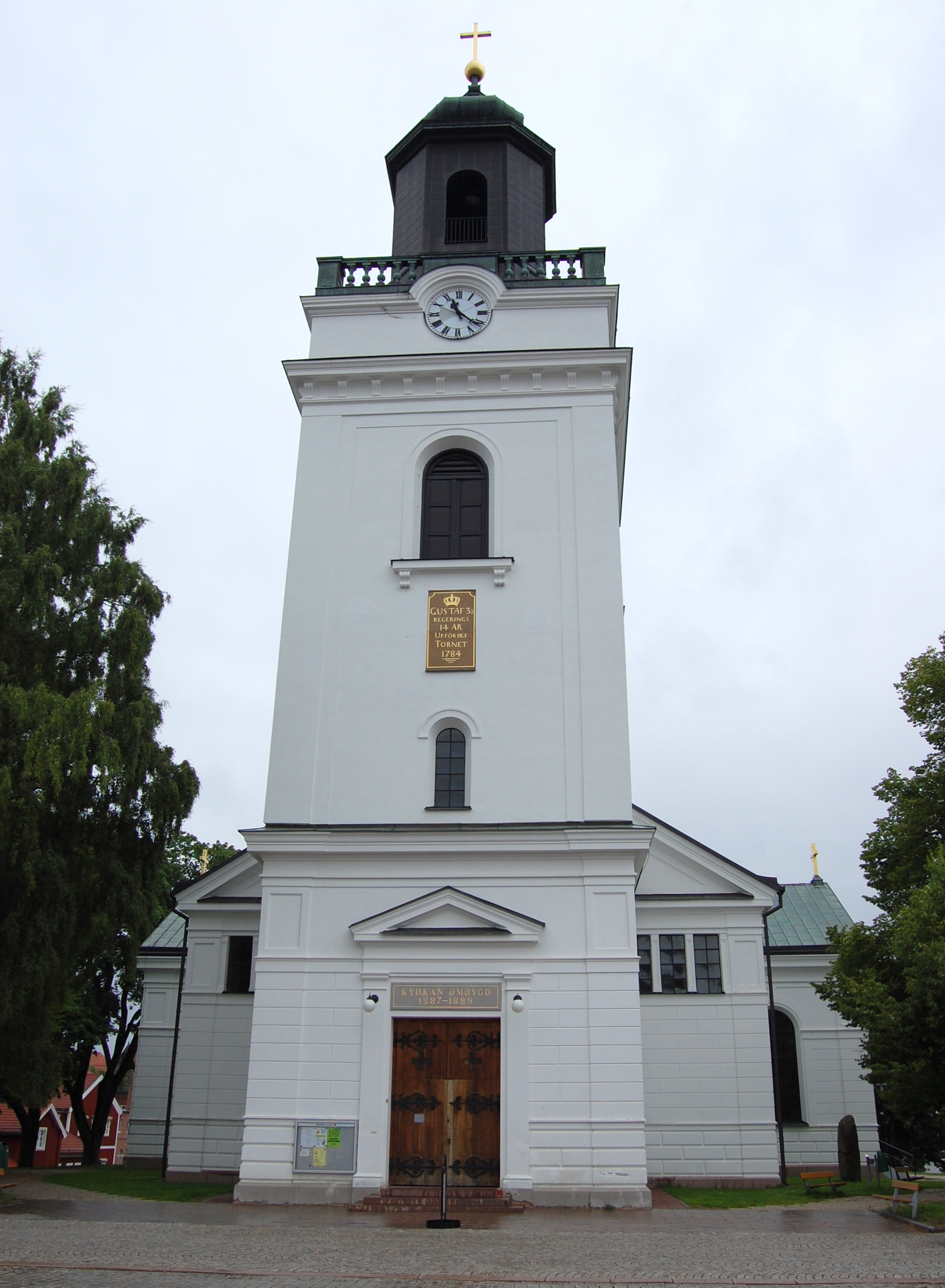
Kirche von Eksjö

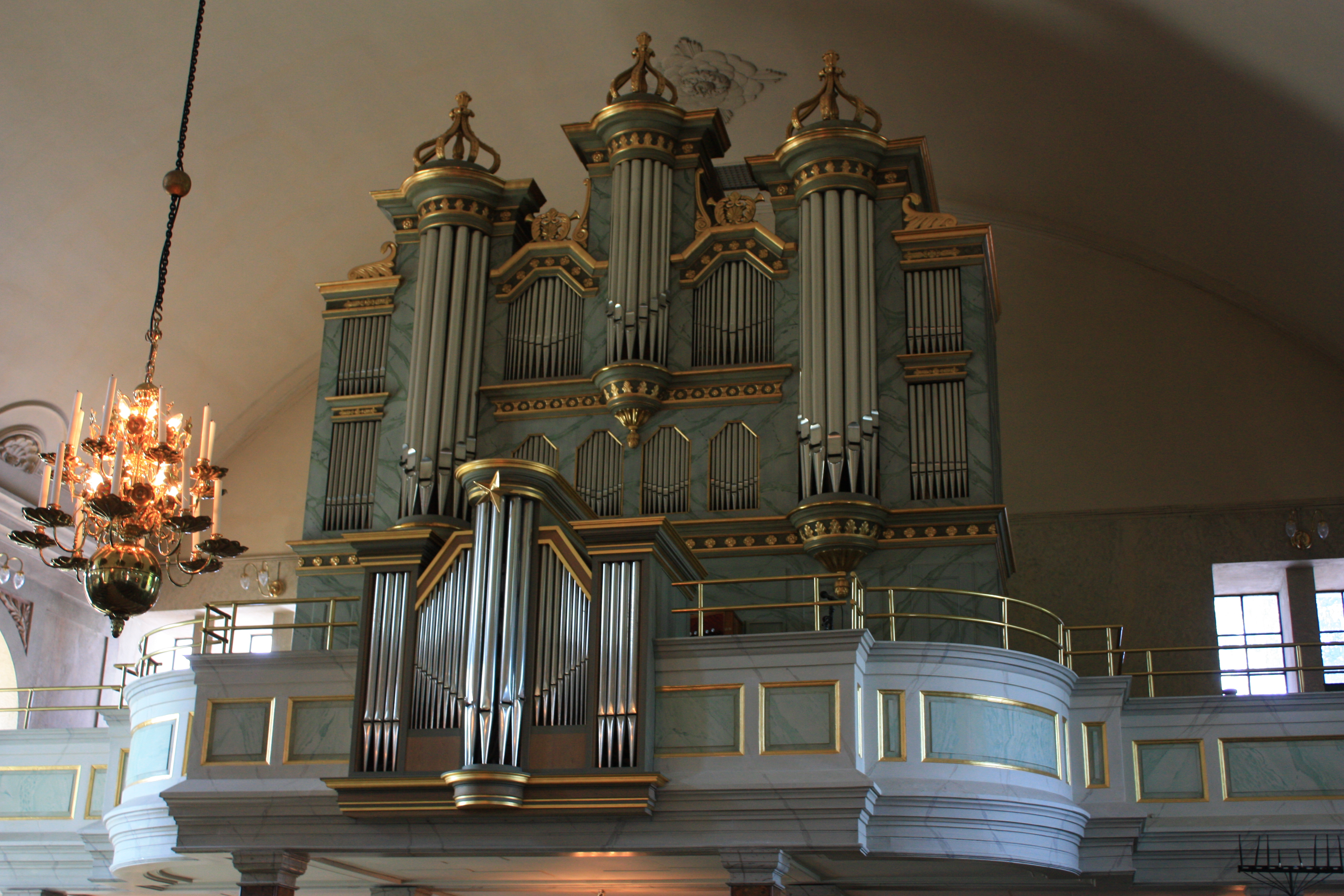
Orgel der Eksjö kyrka

Die Kirche von Eksjö (schwedisch: Eksjö kyrka) ist ein Kirchengebäude der schwedischen Kirche in der schwedischen Stadt Eksjö. Patron der Kirche ist der Heilige Laurentius.
Die im Zentrum der Innenstadt Eksjös gelegene Kirche wurde von 1887 bis 1889 nach Plänen Johan Fredrik Åboms gebaut. Vorgängergebäude gab es bereits seit dem Mittelalter. Zunächst wurde eine Holzkirche errichtet, die später durch ein aus Stein gebautes Gebäude ersetzt wurde. An eine aus dem Jahr 1666 stammende Kirche wurde 1784 der noch heute vorhandene Kirchturm angefügt. 1887 riss man diesen Vorgängerbau, der als unzureichend betrachtet wurde, ab und ersetzte ihn durch das heutige Gebäude, wobei der Turm erhalten blieb, durch den der Haupteingang zur Kirche führt. Das Kirchenschiff verfügt über Querschiffe.
Das in der Kirche vorhandene Taufbecken stammt aus dem Jahr 1659. Altar und Kanzel entstanden 1698. Der älteste der zwölf in der Kirche befindlichen Kronleuchter wird auf das Jahr 1608 datiert.
Die Orgel wurde 1967 von Olof Hammarberg erbaut und in einem Orgelprospekt aus den 1770er Jahren eingesetzt. Sie ersetzt eine Orgel von 1867 und hat 44 Register auf vier Manualen und Pedal.

## Nachweise
1. ↑  visiteksjo.se – Eksjö kyrka (Memento des Originals vom 7. November 2017 im Internet Archive)  Info: Der Archivlink wurde automatisch eingesetzt und noch nicht geprüft. Bitte prüfe Original- und Archivlink gemäß Anleitung und entferne dann diesen Hinweis., abgerufen am 1. November 2017
2. ↑  Orgelsite Eksjö Kyrka| (Memento des Originals vom 7. November 2017 im Internet Archive)  Info: Der Archivlink wurde automatisch eingesetzt und noch nicht geprüft. Bitte prüfe Original- und Archivlink gemäß Anleitung und entferne dann diesen Hinweis. (Swahili), hier auch Disposition; abgerufen am 1. November 2017

Koordinaten: 57° 40′ 2,1″ N, 14° 58′ 17,8″ O